# Lake of Fire
Lake of Fire (bra: Lake of Fire) é um documentário estadunidense de 2006, escrito e dirigido por Tony Kaye. 
Completamente em preto e branco, o documentário aborda a questão do aborto nos Estados Unidos, com depoimentos de pensadores como Noam Chomsky e Alan Dershowitz.
O filme, que estreou em setembro de 2006 em Toronto[carece de fontes?] e em outubro de 2007 nos Estados Unidos[carece de fontes?], esteve entre os quinze pré-indicados ao Oscar de Melhor Documentário na cerimônia de 2008[carece de fontes?].